# Флечер Кристијан
Флечер Кристијан (енгл. Fletcher Christian; Мурланд Клоус, 25. септембар 1764 — Острва Питкерн, 20. септембар 1793) био је заменик капeтaна брода Баунти током путовања на Тахити. Кристијан је водио побуну и преузео команду над бродом 28. априла 1789. године.

## Биографија
Рођен је 25. септембра 1764. године у вишечланој породици малог племића. Отац му је преминуо 1768. године, када Флечер није напунио ни четири године. Породица је била приморана да прода имање и пресели се на острво Ман да би избегла прогон повериоца.
Као дете, похађао je наставу у Камберленду. Његово име се 1783. године појавило у бродским документима фрегате Краљевске морнарице „Еуридике”, која је послата у Индију. Кристијан је имао добру репутацију у служби, а након седам месеци унапређен је у заменика-поручника. Два пута је пловио под заповедништвом поручника Вилијама Блаја на Јамајку.
Незадовољна посада брода Баунти, на челу са Флечером Кристијаном, преузела је 28. априла 1789. контролу над бродом од свог поручника Вилијама Блаја и оставили њега и још 18 лојалиста у чамцу на отвореном мору. Побуњеници су се населили на Тахитију или на острву Питкерн. Кристијан је покушао да успостави колонију на Табуаију, међутим, због сукоба с локалним становништвом, побуњеници су били присиљени да напусте острво. Током краћег заустављања на Тахитију 16. јуна 1789, Кристијан се оженио са Мауатуом, кћерком једног од вођа. Заједно са 8 чланова посаде, 6 мушкараца са Тахитија и 11 жена, основао је колонију Острва Питкерн.
Кристијан је вероватно убијен током тахитског устанка на Питкерну. Имао је два сина и кћерку. Његови бројни потомци данас живе у Питкерну, Норфолку, Аустралији и на Новом Зеланду.
Постоје гласине и недоумице да је Кристијаново убиство заправо било превара и како је успео да се врати у Енглеску.